# Scogli di Lesgaft
Gli Scogli di Lesgaft (in russo: Рифы Лесгафта, rify Lasgafta) sono un gruppo di isolotti russi nell'Oceano Artico che fanno parte della Terra di Zichy nell'arcipelago della Terra di Francesco Giuseppe.
Sono stati così chiamati in onore di Pëtr Francevič Lesgaft (Peter Lesgaft) (Пётр Францевич Лесгафт, 1837-1909), fondatore del moderno sistema di educazione fisica e di controllo medico-pedagogico dell'allenamento fisico in Russia.

## Geografia
Gli scogli di Lesgaft sono un gruppo di 7 isolotti, più altri scogli minori, si trovano nella parte nord della Terra di Zichy, 2,5 km a nord dell'Isola di Rainer e ad est dell'isola di Karl-Alexander.
Consistono in 3 barriere rocciose allungate, rispettivamente di 1,3 km, 1 km e 750 metri di lunghezza, 4 scogliere non superiori ai 100 m di lunghezza ed altri scogli di minori dimensioni. Non sono coperte dal ghiaccio.